# Comuna Peatîdni, Volodîmîr-Volînskîi
Peatîdni (în ucraineană П`ятидні) este o comună în raionul Volodîmîr-Volînskîi, regiunea Volînia, Ucraina, formată din satele Hrîpalîci și Peatîdni (reședința).

## Demografie
Componența lingvistică a satului Peatîdni
     Ucraineană (98,46%)
     Rusă (1,27%)
     Alte limbi (0,18%)
Conform recensământului din 2001, majoritatea populației satului Peatîdni era vorbitoare de ucraineană (98,46%), existând în minoritate și vorbitori de rusă (1,27%).